# ويليام ماكيون
ويليام ماكيون (بالإنجليزية: William McCune)‏ هو مهندس وعالم حاسوب أمريكي، ولد في 1 ديسمبر 1953، وتوفي في 1 مايو 2011.